# Instytut Salka

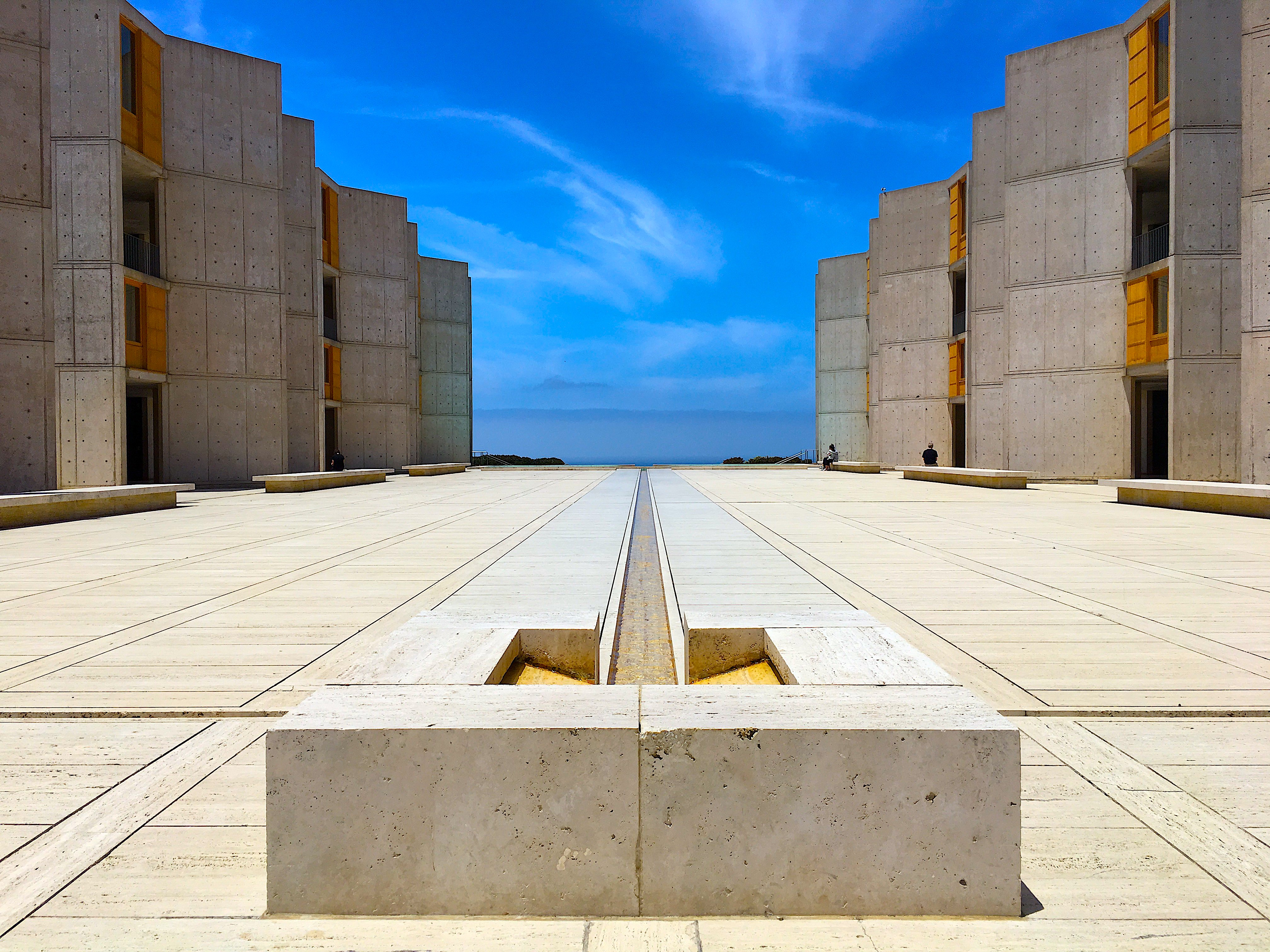
Instytut Salka w Kalifornii

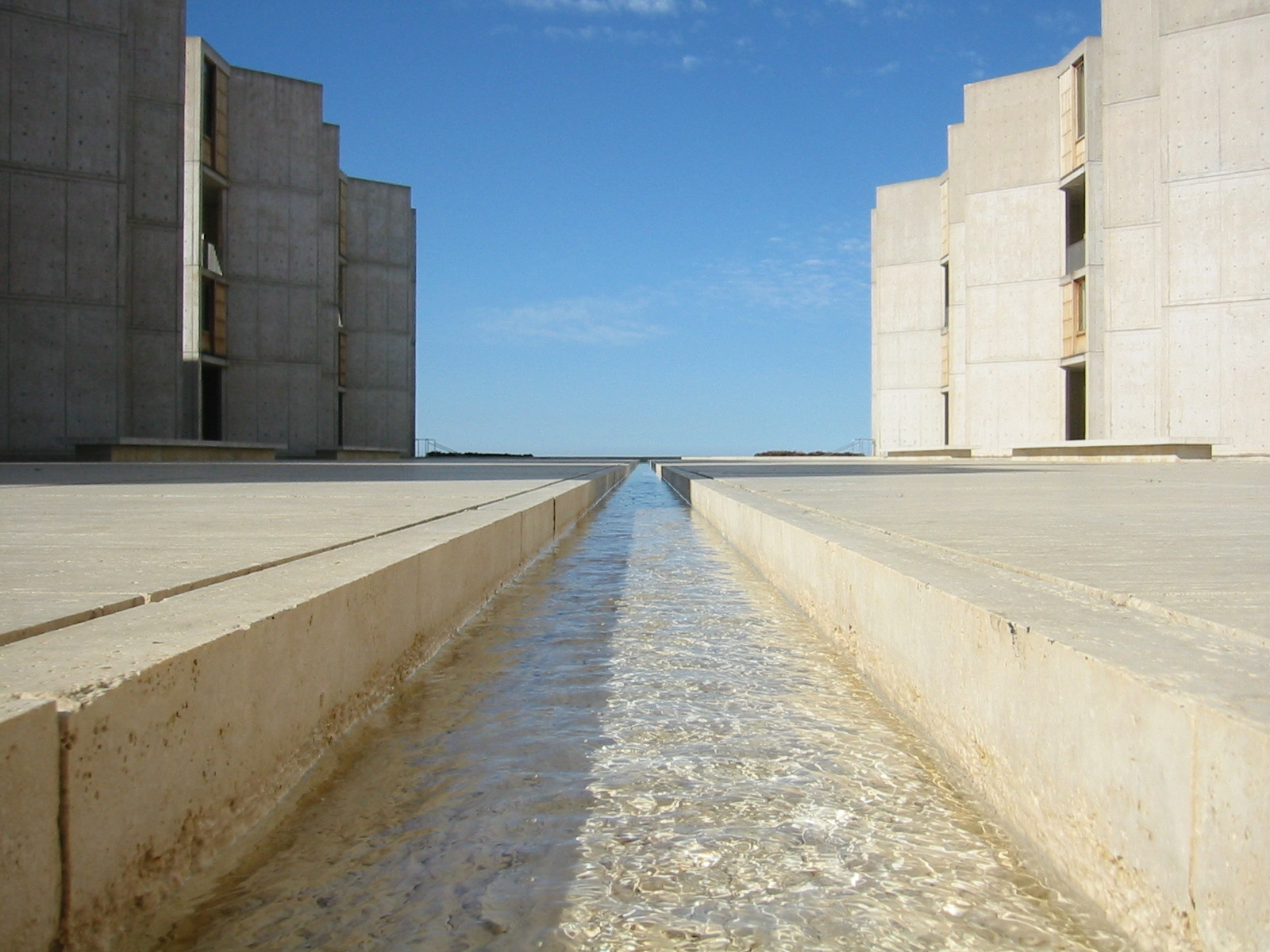
Instytut Salka w Kalifornii, strumyk płynący przez dziedziniec

Instytut Salka (ang. Salk Institute for Biological Studies) – niezależna naukowa instytucja non-profit z siedzibą w La Jolla w Kalifornii.

## Historia
Został utworzony w 1960 przez Jonasa Salka – wynalazcę szczepionki przeciwko wirusowi polio. Wśród założycieli wymienia się także Jacoba Bronowskiego oraz Francisa Cricka.
Instytut zatrudnia około 1200 naukowców pracujących w 70 grupach skupionych na badaniach w trzech obszarach: biologii molekularnej i genetyce, neurobiologii oraz botanice. Tematyka badań dotyczy między innymi raka, cukrzycy, wad wrodzonych, choroby Alzheimera i Parkinsona, AIDS oraz stwardnienia zanikowego bocznego (SLA). Badania są prowadzone dzięki wsparciu różnych organizacji takich jak National Institutes of Health (NIH), Howard Hughes Medical Institute (HHMI) oraz prywatnych przedsiębiorstw (koncerny farmaceutyczne). Specjalnie dotowane są badania prowadzone w celu rozwoju techniki oraz badania o zwiększonym stopniu ryzyka.
Kampus został zaprojektowany przez Louisa Kahna. Salk pragnął, by był on jak najatrakcyjniejszy, tak by skusić najlepszych naukowców z całego świata. Budynki instytutu powstały w stylu modernistycznym. Układ składa się z dwóch symetrycznych kompleksów ze strumykiem przepływającym przez dzielący je dziedziniec. W celu ułatwienia współpracy pomiędzy zespołami nie ma ścianek działowych na żadnej z trzech kondygnacji. Okna i świetliki zostały zaprojektowane tak, by bez trudu mogły być przesuwane po prowadnicach, w zgodzie z ideą otwartości i współpracy cechującą Instytut Salka.
Budynki zostały uznane za zabytek architektury w 1991.

## Aktywność naukowa
Organizacja instytutu: instytut składa się z zespołów naukowych, które są złożonych z kilku grup. Każda grupa prowadzona jest przez członka wydziału.
Niektóre grupy:
- Pracownia Botaniki Molekularnej i Biologii Komórki Roślinnej,
- Pracownia Biologii Systematycznej,
- Pracownia Morfologii Roślin,
- Pracownia Genetyki,
- Pracownia Neurobiologii Molekularnej,
- Pracownia Neurobiologii Komórkowej,
- Pracownie Neurobiologii Układowej,
- Pracownia Biologii Molekularnej i Biologii Komórki,
- Pracownia Biochemii i Proteomiki,
- Pracownia Immunobiologii i Mikrobiologii Patogenów
- Laboratoria Renato Dulbecco zajmujące się badaniami nad rakiem.

Instytut jest obecnie kierowany przez dr Williama Brody'ego, który 1 marca 2009 r.. zastąpił będącego na stanowisku tymczasowego prezesa – Rogera Guillemina. Pod względem publikacji Instytut jest jedną z czołowych placówek naukowych na świecie w zakresie biologii (szczególnie neurobiologii i botaniki). Ponadto został uznany przez „Times Higher Education” za najlepszy biomedyczny instytut na świecie w 2004 oraz w 2009 zajął I miejsce w rankingu „Science Watch” jako najlepszy zakład naukowy w dziedzinie neurobiologii oraz badań nad zachowaniem.

## Laureaci Nagrody Nobla
Żyjący:
- Sydney Brenner,
- Renato Dulbecco,
- Roger Guillemin,

Zmarli:
- Francis Crick,
- Robert W. Holley,

pięciu innych laureatów pracowało podczas swej kariery naukowej w instytucie Salka.